# Stjernekamp
Stjernekamp ist eine norwegische Musik-Fernsehshow, die seit 2012 im norwegischen Rundfunk Norsk rikskringkasting (NRK) ausgestrahlt wird. Moderator der Sendung ist Stian Thorbjørnsen. Die ersten elf Staffeln wurden von Kåre Magnus Bergh moderiert.

## Ablauf

### Bis Staffel 11
In den ersten elf Staffeln, die alle von Kåre Magnus Bergh moderiert wurden, traten jeweils zehn Sänger in zehn Episoden gegeneinander an, wobei pro Episode die Person mit den wenigsten Stimmen ausschied. Abgesehen von der ersten Episode und dem Finale standen die Folgen im Zeichen bestimmter Musikgenres. Zu diesen Genres gehörten Bereiche wie Rockmusik, Joik, Oper oder Hip-Hop. In den Episoden zum Ende jeder Staffel, in denen nur noch wenige Sänger verblieben, traten die Sänger in mehr als einem Genre gegeneinander an. Im Finale führten die zwei verbliebenen Teilnehmer meist drei Lieder auf. Eines davon war ein in den vergangenen neun Sendungen vorgestelltes Lied. Ein weiteres war ein vom Sänger selbst neu geschriebenes Lied. Als letztes Lied wurde meist ein Finallied aufgeführt. Dabei handelte es sich um eine Coverversion eines im Laufe des Wettbewerbs noch nicht verwendeten Liedes. In der Staffel im Jahr 2021 sangen die beiden Finalisten neben der Eröffnungsnummer nur zwei Lieder.
Jeder Beitrag wurde von einer Jury bestehend aus drei Personen besprochen. In den ersten Staffeln gab es zwei dauerhafte Jurymitglieder sowie ein wechselndes Mitglied, das musikalisch im Genre der Woche zu verorten war. Ab der Staffel im Herbst 2020 wurde die Zusammensetzung so abgeändert, dass nur noch ein festes Jury-Mitglied verblieb. Das Feedback der Jury hatte keinen weiteren Einfluss auf den Verlauf der Sendung. Am Ende der Episoden wurde verkündet, welcher Teilnehmer die wenigsten Stimmen vom TV-Publikum erhalten hatte und die Show verlassen musste. Abweichungen gab es nur in der jeweils ersten Staffelfolge, in der niemand ausschied, sowie im Finale, wo durch die Abstimmung der Sieger bestimmt wurde.
Von 2012 bis 2021 wurde jährlich eine neue Staffel von Stjernekamp produziert. Im Juni 2022 gab NRK bekannt, dass es im Herbst 2022 keine neue Staffel gebe, da aufgrund der Fußball-Weltmeisterschaft 2022 nicht genügend freie Samstage im Programm zur Verfügung stünden. Es wurde eine Rückkehr für das Jahr 2023 angekündet. Im Februar 2023 wurde bekannt, dass das Jury-Mitglied Mona B. Riise die Show nach zehn Jahren verlasse und von Christine Dancke ersetzt werde. Im Juli 2024 bestätigte NRK, dass es im Herbst 2024 erneut keine neue Staffel geben werde, um auf andere Unterhaltungsformate setzen zu können.

### Ab Staffel 12
Nach der erneuten Pause im Herbst 2024 gab NRK im Januar 2025 bekannt, dass die zwölfte Staffel anders als bisher nicht im Herbst, sondern im Frühling ausgestrahlt werde. Zugleich wurden größere Veränderungen am Showkonzept und der Abschied von Kåre Magnus Bergh, der bis dahin alle Staffeln moderiert hatte, angekündigt. Neuer Moderator wurde der Sänger Stian Thorbjørnsen („Staysman“). Zudem wurde Kristoffer Olsen neben Christine Dancke neues Mitglied in der Jury.
Mit dem neuen Showkonzept kam es zu einer Abkehr von den Genreabenden und von der Liedauswahl durch die Teilnehmenden. Teil des neuen Konzepts ist es stattdessen, dass die Jury den Sängern Lieder zuweist. Zudem bespricht die Jury nicht mehr jeden Auftritt einzeln. Auch erhält die Jury in jeder Folge die Möglichkeit, einen Sänger für die nächste Folge zu qualifizieren. Die Änderungen stießen sowohl in den Medien, bei Teilnehmenden als auch bei den Zuschauern auf teils starke Kritik.

## Gewinner und Teilnehmer

### Gewinner
- 2012: Rita Eriksen
- 2013: Silya Nymoen
- 2014: Nora Foss Al-Jabri
- 2015: Maria Haukaas Mittet
- 2016: Knut Anders Sørum
- 2017: Adam Douglas
- 2018: Ella Marie Hætta Isaksen
- 2019: Bilal Saab
- 2020: Knut Marius Djupvik
- 2021: Bjørn Tomren
- 2023: Odd René Andersen
- 2025: Kim Wigaard

### Weitere Teilnehmer
- 2012: Rein Alexander, Anneli Drecker, Jenny Jenssen, Tor Endresen, Suzanne Sumbundu, Tuva Syvertsen, Nico D, Mariann Thomassen[16]
- 2013: Helene Bøksle, Atle Pettersen, Elisabeth Andreassen, Hans-Erik Dyvik Husby, Agnete Johnsen, Espen Grjotheim, Vidar Johnsen, Eli Kristin Hansveen, Mimmi Tamba[17]
- 2014: Lars Erik Blokkhus, Anita Skorgan, Jørn Hoel, Paul Hansen, Unni Wilhelmsen, Reidun Sæther, Mo Abdi Farah, Eddie Guz, Raylee[18]
- 2015: Martin Halla, Øystein Wiik, Trine Rein, Eirik Søfteland, Tommy Fredvang, Knut Erik Østgård, Heidi Gjermundsen Broch, Celine Helgemo, Maria Karlsen[19]
- 2016: Marian Aas Hansen, Håvard Bakke, Gunnhild Sundli, Steinar Albrigtsen, Nicoline Berg Kaasin, Kash King Gashamura, Tomine Harket, Knut Anders Sørum, Jonas Skybakmoen, Kate Gulbrandsen[20]
- 2017: Didrik Solli-Tangen, Ida Maria Børli Sivertsen, Gaute Ormåsen, Benedicte Adrian, Ina Makeda Halvorsen Dyhre, Erlend Bratland, Lisa Børud, Aleksander Walmann, Hilde Lyrån[21]
- 2018: Heine Totland, Maria Arredondo, Chris Holsten, Ole Børud, Ulrikke Brandstorp, Alexander Pavelich, Samantha Gurah, Hilde Louise Asbjørnsen, Dag Ingebrigtsen[22]
- 2019: Adrian Jørgensen, Beate Lech, Åge Sten Nilsen, Andrea Santiago, Kim Rysstad, Anette Amelia Hoff Larsen, Sondre Nystrøm, Kari Gjærum, Hanne Sørvaag[23]
- 2020: Sandra Lyng, Emil Solli-Tangen, Hege Øversveen, Regina Tucker, Vegard Bjørsmo, Anita Hegerland, Odd Einar Nordheim, Ingeborg Walther, Alex Rosén[24]
- 2021: Chand Torsvik, Alexandra Rotan, Marius Roth Christensen, Anna-Lisa Kumoji, Fredrik Domaas, Carina Dahl, Kevin Mbugua, Heidi Ruud Ellingsen, Jorun Stiansen[25]
- 2023: Aleksander With, Mia Gundersen, EHI, Mari Bella, Damien, Elle Maija Klefstad Bær, Melis, Adrian Sellevoll, Tone Damli[26]
- 2025: Lisa Stokke, dePresno, Sofie Fjellvang, Freddy Kalas, Linnea Dale, Jonas Wesetrud Hansen, Akuvi, Eric Tryland[27]

## Adaptionen
Die Show wurde vom schwedischen Sender TV4 adaptiert, wo sie unter dem Namen Stjärnornas stjärna ausgestrahlt wurde.